# Halisarca australiensis
Halisarca australiensis är en svampdjursart som beskrevs av Carter 1885. Halisarca australiensis ingår i släktet Halisarca och familjen Halisarcidae.
Artens utbredningsområde är havet kring Australien. Utöver nominatformen finns också underarten H. a. arenacea.